# Храм Рождества Христова на Оболони
Храм Рождества Христова — православный приходской храм в Киеве на Оболони, построенный на благотворительные средства.
Храм приписан Северному киевскому викариатству Киевской епархии Украинской православной церкви.

## Краткая история храма
Место закладки храма в честь Рождества Христова на правом берегу Днепра вблизи Северного моста было освящено в декабре 2003 года; проектирование начала в 2004 году творческая мастерская народного архитектора Украины Валентина Исака. Строительство велось на протяжении 2006—2007 годов одновременно со строительством вокруг церкви нового жилого микрорайона. Процесс финансировался Валентином Исаком, о чём напоминает памятная табличка на южном фасаде. Торжественное освящение состоялось 5 января 2008 года. В феврале того же года начал действовать также нижний храм в честь Мученика Валентина.
У здания пять куполов, колокольня, оформленная в эффектных осовремененных барочных формах (архитекторы Валентин Исак, Олег Калиновский). Применены, в частности, прозрачные стеклянные купола с внутренней подсветкой. В колокольне устроен карильон с электронным управлением. Иконостас храма в неовизантийской стилистике изготовлен в Индии из белого мрамора. Живопись в интерьере выполнил художник Иван Балдуха; автор иконы-панно на западном фасаде «Рождество Христово» площадью 38 квадратных метров — художница Людмила Мешкова.
При храме действует воскресная школа.

## Святыни
В храме сохраняются частицы мощей Преподобных Печерских, хранящихся в специальном мощевике.

## Галерея

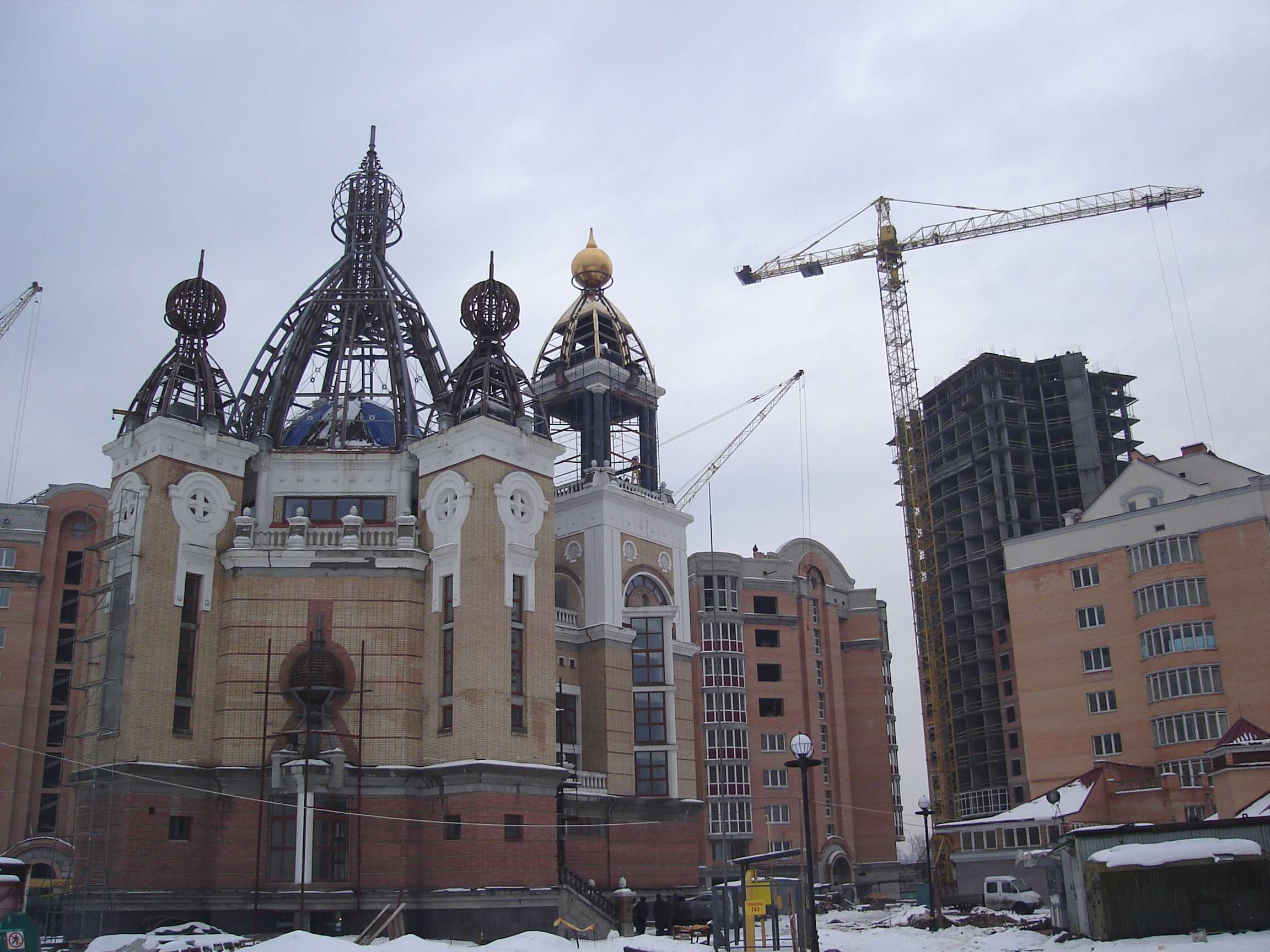
Строительство храма. Киев, 2007
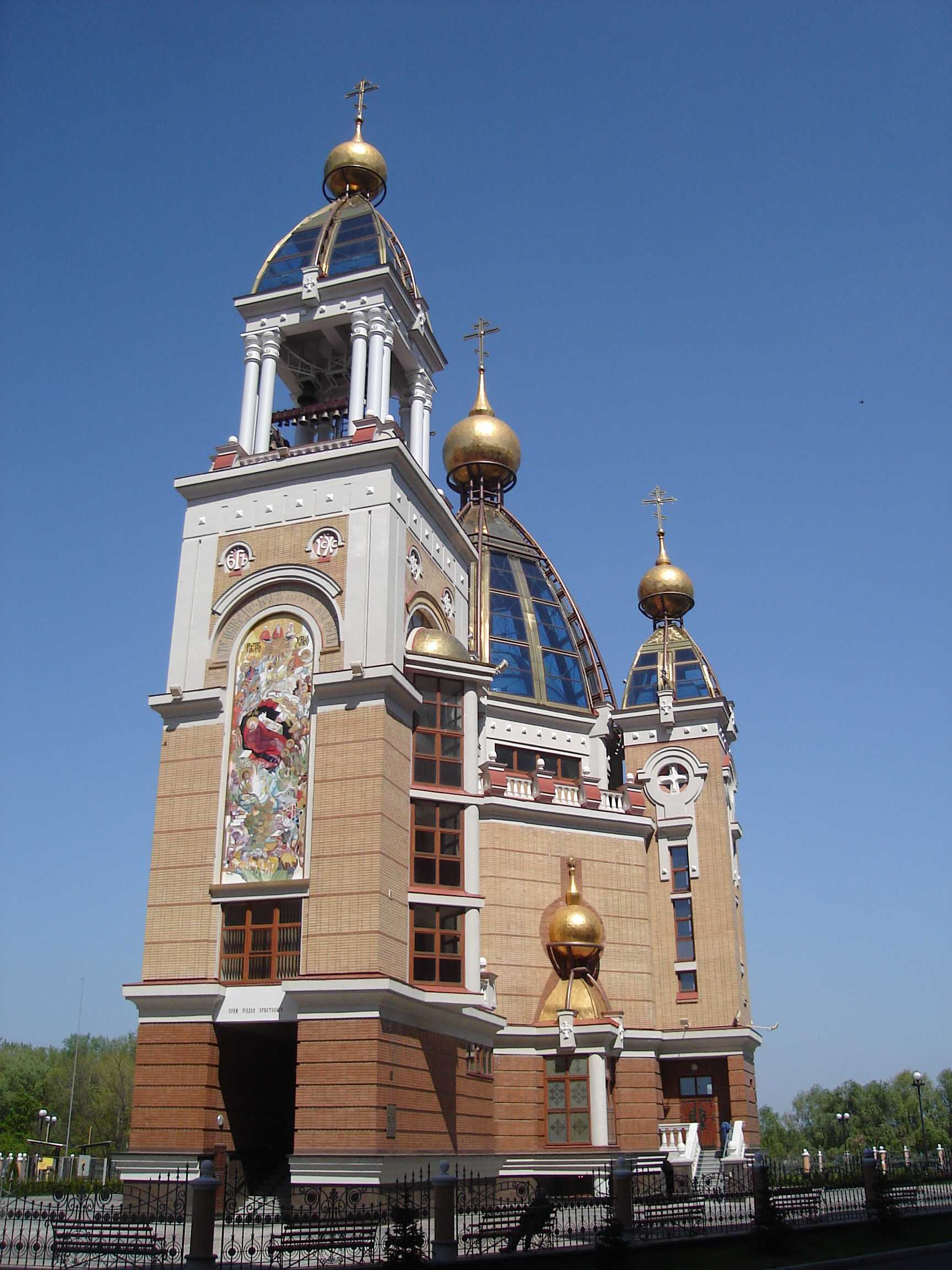
Западный фасад
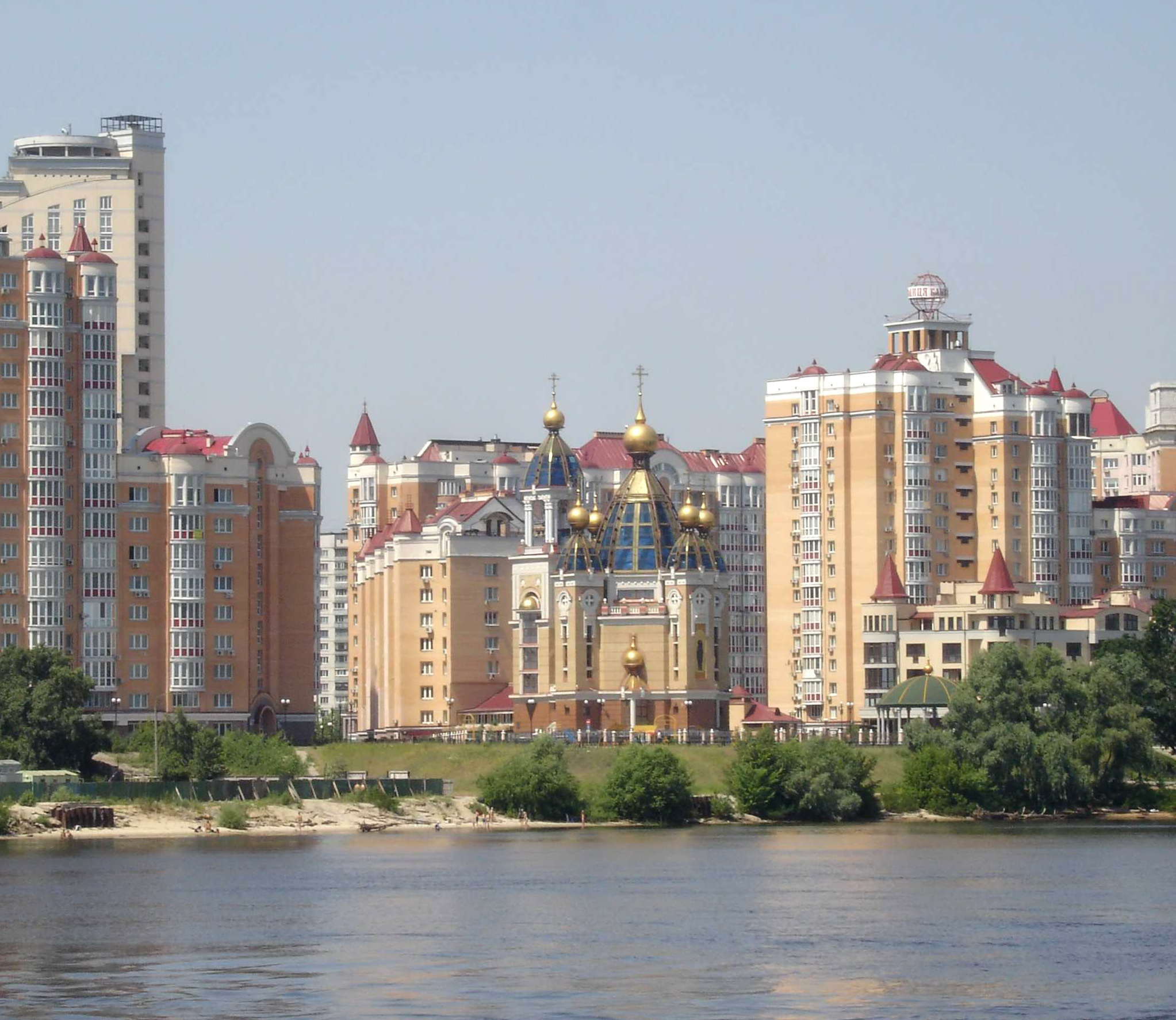
Панорама храма
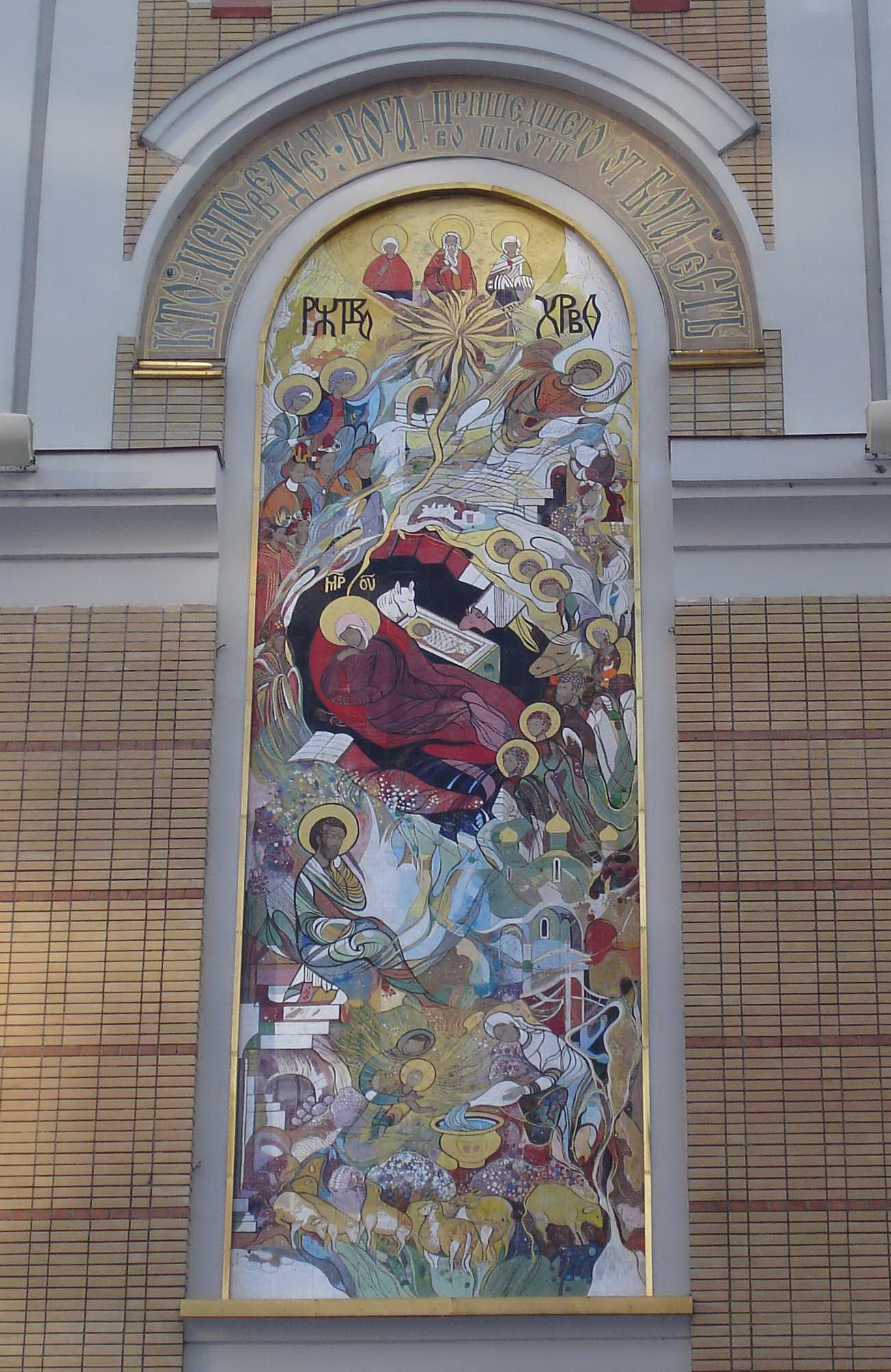
Панно "Рождество Христово"